# Be-200

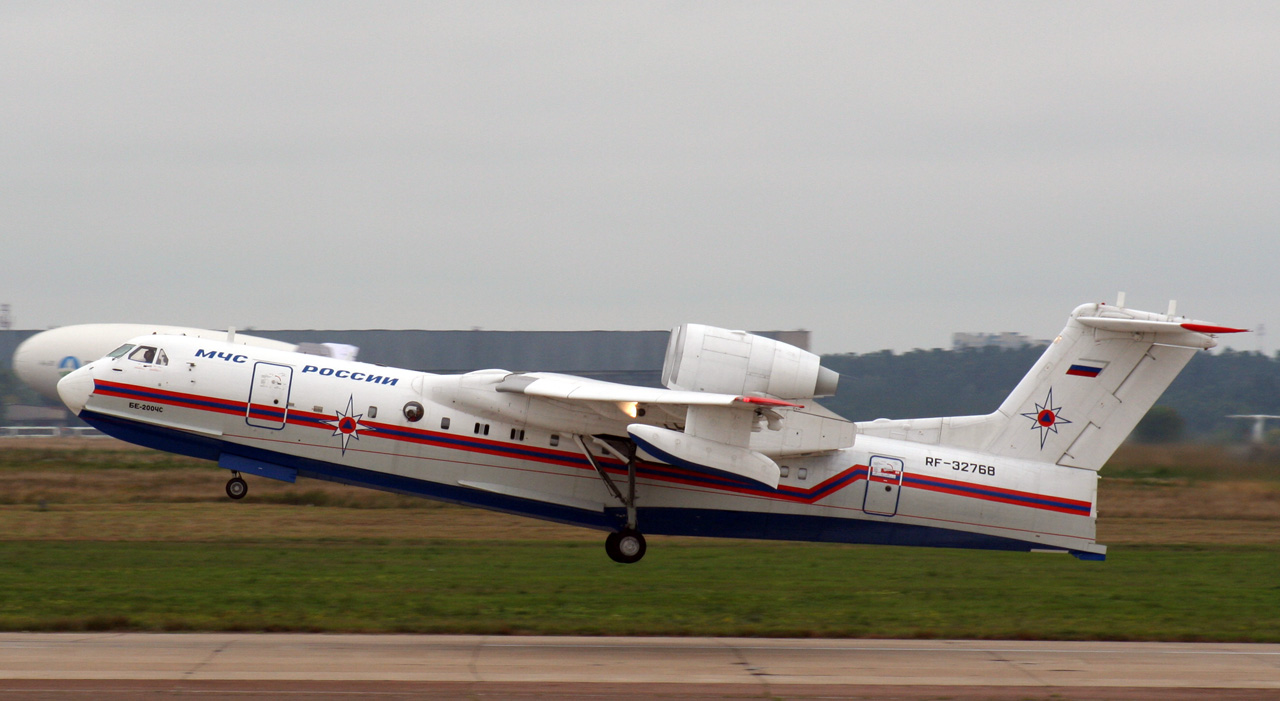
Start samolotu

Be-200 (ros. Бе-200) – rosyjska łódź latająca opracowana przez biuro konstrukcyjne Berijewa, przeznaczona do pełnienia zadań patrolowych, transportowych i przeciwpożarowych. Od 2003 roku obowiązuje nazwa Be-200 Altair.

## Historia
Be-200 konstrukcyjnie wywodzi się od wcześniejszej maszyny Be-42. W założeniu miał być to tańszy w produkcji i eksploatacji samolot, którego głównym polem działania miał być rynek cywilny. Pod koniec lat 80. XX wieku rozpoczęto prace projektowe nad Be-200. Z racji przeznaczenia środki na jego rozwój przeznaczyły ministerstwa gospodarki i spraw wewnętrznych. Kryzys finansowy z początku lat 90. zmusił władzę do powołania w 1991 roku międzynarodowej spółki z kapitałem rosyjsko-ukraińsko-szwajcarskim ZAO Beta Air, której celem było dalsze finansowanie prac nad samolotem. Pierwszy lot zaplanowano na 1995 rok, jednak problemy ze skompletowaniem wyposażenia maszyny opóźniły start. Doszło do niego dopiero 24 września 1998 roku. 10 września 1999 roku samolot wystartował po raz pierwszy z powierzchni wody. Drugi prototyp, oznaczony jako Be-200CzS (Бе-200ЧС), wybudowany specjalnie dla Ministerstwa ds. Sytuacji Nadzwyczajnych, dziewiczy lot odbył 27 sierpnia 2002 roku. Ministerstwo zamówiło siedem maszyn, pierwszy seryjny egzemplarz do swojego dziewiczego lotu wzniósł się 17 czerwca 2003 roku. Maszyny przeznaczone są do gaszenia pożarów dużych kompleksów leśnych oraz pełnią funkcje ratownicze na podległych Rosji akwenach. Pierwszy prototyp maszyny ustanowił 24 rekordy świata w czasie wznoszenia na wysokość 3000, 6000 i 9000 metrów bez obciążenia i z obciążeniem w klasie samolotów S-2 (wodnosamoloty) i S-3 (samoloty amfibie). W sumie wybudowano cztery prototypy samolotu. Początkowo Be-200 budowany był przez korporację Irkut w Irkucku, jednak z uwagi na duże obciążenie fabryki produkcją samolotów Su-30MK, Jak-130 i przewidywaną MC-21, produkcję amfibii przeniesiono do zakładów Beriewa w Taganrogu. Pierwszym samolotem wyprodukowanym w nowej lokalizacji był przeznaczony dla Ministerstwa ds. Sytuacji Nadzwyczajnych Be-200ES, którego uroczyste wytoczenie z fabryki odbyło się 30 maja 2016 roku.
Na początku kwietnia 2013 roku rosyjskie Ministerstwo Obrony ogłosiło przetarg na sześć maszyn Be-200 przeznaczonych dla sił zbrojnych. Trzy samoloty mają się znaleźć na wyposażeniu 7062. Bazy Lotnictwa Sił Morskich Artiom-Kniewiczi w pobliżu Władywostoku a kolejne trzy trafią do 859. Ośrodka Szkolenia Sił Morskich. Połowa z nich ma być wykonana w wersji Be-CzS, standardowej dla maszyn przeznaczonych dla Ministerstwa Sytuacji Nadzwyczajnych a połowa w wersji Be-200PS, poszukiwawczo-ratowniczej bez możliwości gaszenia pożarów.

## Konstrukcja
Be-200 jest całkowicie metalowym, wolnonośnym górnopłatem napędzanym dwoma silnikami turbowentylatorowymi. Aby ułatwić ekspansję na rynki zagraniczne, przewidziano możliwość zastosowania silników BMW-Rolls Royce BR-715 lub Allison-2000. Skrzydła skośne o trapezowym obrysie. Pod skrzydłami na obu ich końcach zainstalowane są pływaki stabilizujące samolot. U nasady skrzydeł, po obu stronach kadłuba, na pylonach wystających nad kadłub i skrzydła, umieszczone są silniki. Taki sposób ich zamontowania zapobiega dostawaniu się do środka silników wody. Usterzenie klasyczne w kształcie litery T. Podwozie chowane z przednim podparciem, główne do środka pylonów, na których zamontowane są silniki, przednie do wnęki w kadłubie. W wersji przeciwpożarowej Be-200 może zabierać do 12 ton wody lub środków gaśniczych. Napełnianie zbiorników gaśniczych można wykonać podczas lotu nad powierzchnią zbiornika wodnego przez cztery wloty wody i taka operacja zajmuje tylko 18 sekund.

## Służba
Samoloty weszły na stan m.in. rosyjskiej marynarki wojennej. Trzy z nich zostały zadysponowane w lipcu 2021 do zwalczania pożarów w Turcji. Egzemplarz Beriew Be-200CzS „Aleksandr Mamkin” rozbił się 14 sierpnia 2021 pod Kahramanmaraş. Zginęło 5 rosyjskich żołnierzy oraz 3 tureckich leśników.

## Wersje
- Be-200ES – wersja dla Ministerstwa ds. Sytuacji Nadzwyczajnych
- Be-200RR – planowana wersja przystosowana do silników Rolls Royce
- Be-210 – projektowana wersja pasażerska
- Be-220 – projektowana wersja patrolowa